# Mihai Bordeianu
Mihai Cătălin Bordeianu (n. 18 noiembrie 1991, Flămânzi, România) este un fotbalist român, care joacă pe post de mijlocaș la Poli Iași în SuperLiga României. Pe plan internațional, are prezențe la națională pentru România.

## Palmares
CFR Cluj
- Liga I (5): 2017–18, 2018–19, 2019–20, 2020–21, 2021–22
- Supercupa României (2): 2018, 2020